# Un 32 août sur terre
Un 32 août sur terre (no Brasil, 32 de agosto na Terra) é um filme de drama canadense de 1998 dirigido e escrito por Denis Villeneuve. Foi selecionado como representante do Canadá à edição do Oscar 1999, organizada pela Academia de Artes e Ciências Cinematográficas.

## Elenco
- Pascale Bussières
- Alexis Martin